# Philippe Olczyk

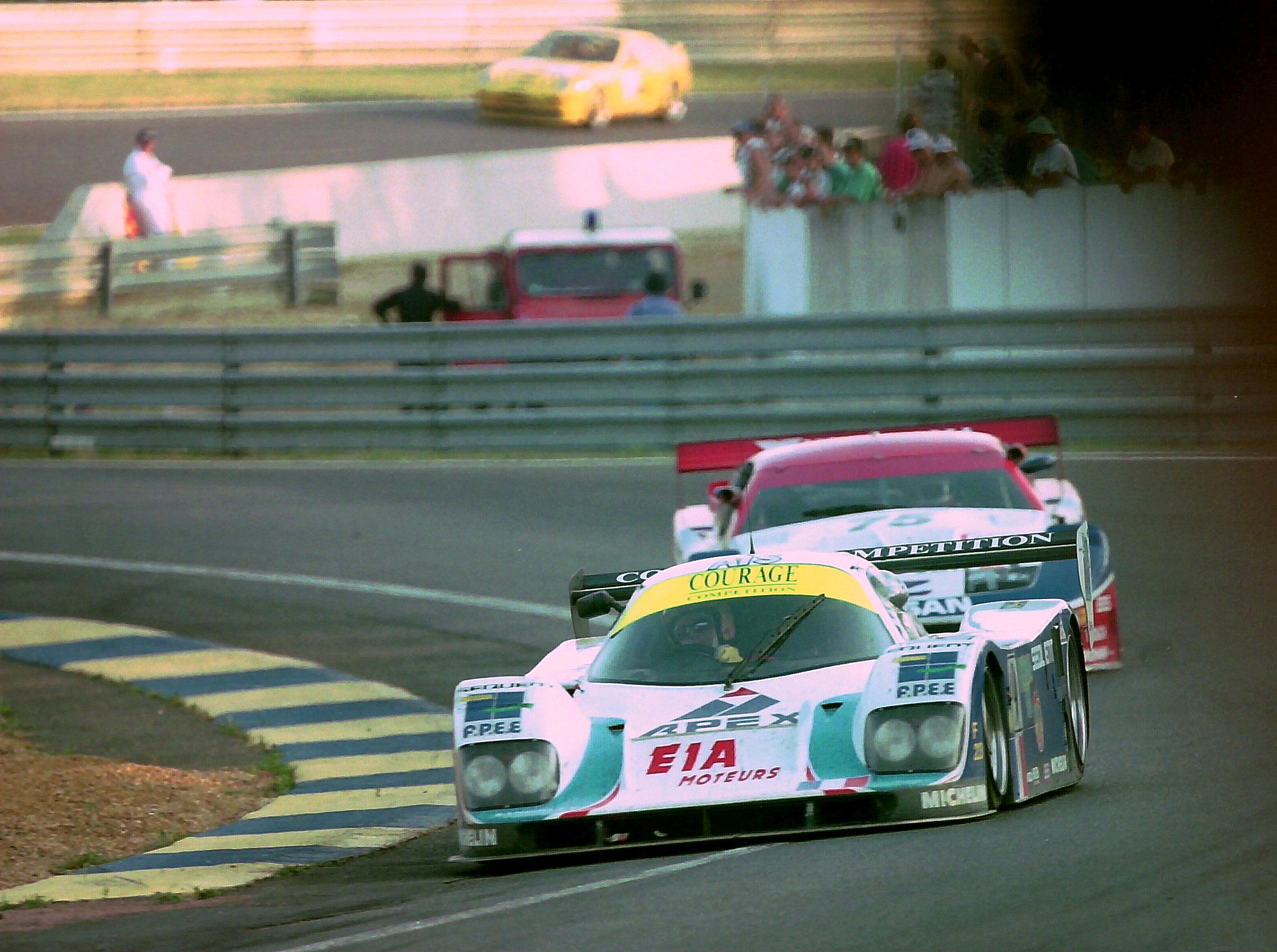
Der Courage C32 von Jean-Louis Ricci, Andy Evans und Philippe Olczyk beim 24-Stunden-Rennen von Le Mans 1994

Philippe Olczyk (* 20. Oktober 1961) ist ein ehemaliger belgischer Autorennfahrer und Motorjournalist, der mit einer kanadischen Fahrerlizenz auch Rallyes bestritt.

## Journalist
Philippe Olczyk war viele Jahre als Motorjournalist für unterschiedliche Medien tätig. Bekannt wurde er als Autor von Fachliteratur über Rennfahrzeuge und deren Hersteller. Er schrieb Bücher über den Porsche 904, den Ferrari 250 GTO und den Alfa Romeo TZ sowie Standardwerke zu den Themen De Tomaso und Bizzarrini. 

## Karriere als Rennfahrer
Nach Anfängen im nationalen Sportwagensport bestritt Olczyk Mitte der 1990er-Jahre auch internationale Rennen. An der Seite von Gérard Dillmann und Josef Prechtl gab er 1993 auf einem Porsche 911 Carrera 2 Cup sein Debüt beim 24-Stunden-Rennen von Le Mans. Nach 274 gefahrenen Runden belegte das Trio den 22. Rang im Schlussklassement. Auch beim 24-Stunden-Rennen von Spa-Francorchamps 1993 war er am Start und beendete dieses 24-Stunden-Rennen als Gesamtzehnter.
1994 startete er beim 24-Stunden-Rennen von Daytona und war bei den Rennen der BPR Global GT Series gemeldet. Beste Platzierung war der zweite Endrang beim 4-Stunden-Rennen von Dijon, mit Partner Almo Coppelli im Venturi 600LM. In den 2000er-Jahren fuhr er mit kanadischer Lizenz Rallys und war in den letzten Jahren bei Legendenveranstaltungen gemeldet.

## Statistik

### Le-Mans-Ergebnisse
| Jahr | Team                  | Fahrzeug                  | Teamkollege      | Teamkollege     | Platzierung | Ausfallgrund |
| ---- | --------------------- | ------------------------- | ---------------- | --------------- | ----------- | ------------ |
| 1993 | Obermaier Racing GmbH | Porsche 911 Carrera 2 Cup | Josef Prechtl    | Gérard Dillmann | Rang 22     |              |
| 1994 | Courage Compétition   | Courage C32LM             | Jean-Louis Ricci | Andy Evans      | Rang 7      |              |